# Jug (Svadbas)
Jug je album sastava Svadbas. Prema mišljenju nekolicine glazbenih kritičara jedan je od deset najboljih albuma Hrvatske scene kasnih 90-ih.

## Pjesme
1. raketa
2. polako
3. krokodil
4. lažem i u snu
5. ospice
6. umorne usne
7. nitko nije siguran
8. 8
9. crveno
10. mali kamen
11. amerika
12. povezi me
13. jug
14. 14